# U-81
O Unterseeboot 81 foi um submarino alemão que serviu na Kriegsmarine durante a Segunda Guerra Mundial. Foi afundado após ser bombardeado no dia 9 de Janeiro de 1944 na base de Pula na Croácia. A embarcação foi içada do fundo do mar em  22 de abril de 1944 e desmantelada em seguida.
O principal feito do u-boot foi o afundamento em 3 novembro de 1941 do HMS Ark Royal (91), que pertencia a Marinha Real Britânica. Apenas um torpedo certeiro atingiu o porta-aviões a estibordo, que começou a fazer água. Após 14 horas o navio emborcou e foi a pique. Em abril de 1942, no Mar Mediterrâneo, o U-81 também afundou o navio-patrulha FFL Vikings (P-41) que navegava com a bandeira da Marinha da França Livre. O barco foi pois a pique com dois torpedos a 22 milhas da cidade de Beirute no Líbano levando com ele 41 dos 57 tripulantes. No mesmo ataque foram afundados o navio-tanque Caspia de bandeira britânica e os veleiros egípcios Fatouh el Kher e Bab el Farag.

## Comandantes

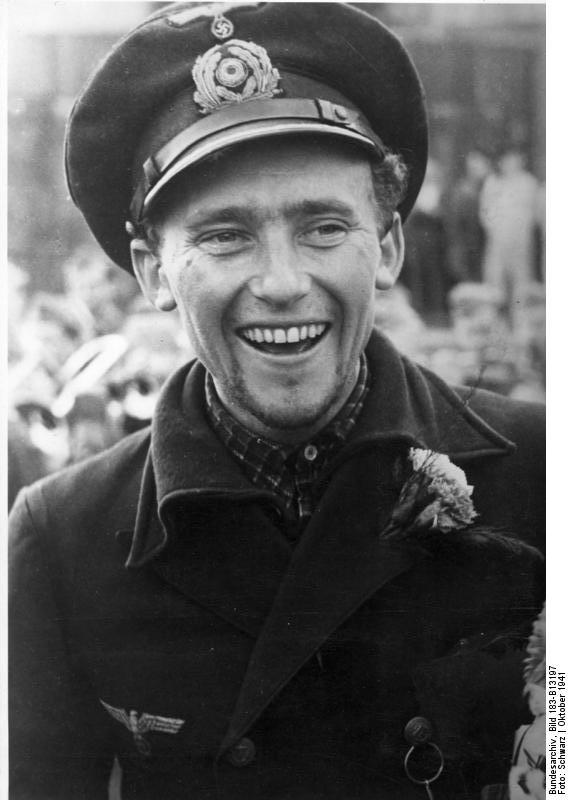
Comandante Friedrich Guggenberger (1915-1988).

Nos 409 dias que o submarino esteve em operações teve apenas dois comandantes.
| Comandante                    | Período                                       |
| ----------------------------- | --------------------------------------------- |
| Kptlt. Friedrich Guggenberger | 26 de Abril de 1941 - 24 de Dezembro de 1942  |
| OLt zS. Johann-Otto Krieg     | 25 de Dezembro de 1942 - 9 de Janeiro de 1944 |

Kptlt. (Kapitänleutnant) = Capitão-tenente

OLt zS. (Oberleutnant zur See) = Capitão de mar e guerra

## Carreira

### Subordinação

1. Unterseebootsflottille.

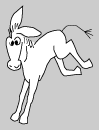
29. Unterseebootsflottille.

| Período                                      | Flotilha                                |
| -------------------------------------------- | --------------------------------------- |
| 26 de Abril de 1941 - 31 de julho de 1941    | 1. Unterseebootsflottille (treinamento) |
| 1 de agosto de 1941 - 30 de Novembro de 1941 | 1. Unterseebootsflottille (operação)    |
| 1 de Dezembro de 1941 - 9 de Janeiro de 1944 | 29. Unterseebootsflottille (operação)   |

### Patrulhas
|       | Comandante                    | Partida     | Partida   | Chegada     | Chegada   | Dias     | Toneladas |
| ----- | ----------------------------- | ----------- | --------- | ----------- | --------- | -------- | --------- |
|       | Oblt. Friedrich Guggenberger  | 21 Jun 1941 | Kiel      | 3 Jul 1941  | Trondheim | 13       |           |
| 1     | Oblt. Friedrich Guggenberger  | 17 Jul 1941 | Trondheim | 7 Ago 1941  | Kirkenes  | 22       |           |
|       | Oblt. Friedrich Guggenberger  | 9 Ago 1941  | Kirkenes  | 13 Ago 1941 | Trondheim | 5        |           |
| 2     | Oblt. Friedrich Guggenberger  | 27 Ago 1941 | Trondheim | 19 Set 1941 | Brest     | 24       | 8 843     |
|       | Kptlt. Friedrich Guggenberger | 29 Out 1941 | Brest     | 31 Out 1941 | Brest     | 3        |           |
| 3     | Kptlt. Friedrich Guggenberger | 4 Nov 1941  | Brest     | 10 Dez 1941 | La Spezia | 37       | 22 600    |
| 4     | Kptlt. Friedrich Guggenberger | 27 Jan 1942 | La Spezia | 4 Mar 1942  | La Spezia | 37       |           |
| 5     | Kptlt. Friedrich Guggenberger | 4 Abr 1942  | La Spezia | 25 Abr 1942 | Salamis   | 22       | 7 682     |
| 6     | Kptlt. Friedrich Guggenberger | 6 Mai 1942  | Salamis   | 3 Jun 1942  | Salamis   | 29       |           |
| 7     | Kptlt. Friedrich Guggenberger | 6 Jun 1942  | Salamis   | 24 Jun 1942 | La Spezia | 19       | 2 073     |
| 8     | Kptlt. Friedrich Guggenberger | 5 Out 1942  | La Spezia | 16 Nov 1942 | La Spezia | 43       | 8 499     |
| 9     | Kptlt. Friedrich Guggenberger | 24 Nov 1942 | La Spezia | 21 Dez 1942 | Pula      | 28       |           |
| 10    | Oblt. Johann-Otto Krieg       | 30 Jan 1943 | Pula      | 19 Fev 1943 | Salamis   | 21       | 7 059     |
| 11    | Oblt. Johann-Otto Krieg       | 6 Mar 1943  | Salamis   | 7 Abr 1943  | Pula      | 33       | 454       |
| 12    | Oblt. Johann-Otto Krieg       | 6 Jun 1943  | Pula      | 4 Jul 1943  | Salamis   | 29       | 12 108    |
| 13    | Oblt. Johann-Otto Krieg       | 14 Jul 1943 | Salamis   | 25 Jul 1943 | Pula      | 12       | 7 472     |
| 14    | Oblt. Johann-Otto Krieg       | 1 Ago 1943  | Pula      | 10 Ago 1943 | Pula      | 10       |           |
| 15    | Oblt. Johann-Otto Krieg       | 20 Set 1943 | Pula      | 13 Out 1943 | Pula      | 24       |           |
| 16    | Oblt. Johann-Otto Krieg       | 10 Nov 1943 | Pula      | 23 Nov 1943 | Pula      | 14       | 2 887     |
| 17    | Oblt. Johann-Otto Krieg       | 30 Dez 1943 | Pula      | 3 Jan 1944  | Pula      | 5        |           |
| Total | Total                         | Total       | Total     | Total       | Total     | 409 dias | 79 677 t  |

### Navios afundados e danificados
- 24 navios afundados num total de 41 784 GRT
- 1 navio de guerra auxiliar afundado num total of 1,150 GRT
- 1 navio de guerra afundado num total de 22 600 toneladas
- 1 navio danificado num total de 6 671 GRT
- 1 navio com perda total, tendo 7 472 GRT [7]

| Data        | Comandante             | Nome da Embarcação           | Toneladas | Nacionalidade           | Comboio |
| ----------- | ---------------------- | ---------------------------- | --------- | ----------------------- | ------- |
| 9 Set 1941  | Friedrich Guggenberger | SS Empire Springbuck         | 5 591     | Reino Unido             | SC-42   |
| 10 Set 1941 | Friedrich Guggenberger | MV Sally Mærsk               | 3 252     | Reino Unido             | SC-42   |
| 13 Nov 1941 | Friedrich Guggenberger | HMS Ark Royal (91)           | 22 600    | Royal Navy              |         |
| 16 Abr 1942 | Friedrich Guggenberger | Bab el Farag                 | 105       | Egito                   |         |
| 16 Abr 1942 | Friedrich Guggenberger | SS Caspia                    | 6 018     | Reino Unido             |         |
| 16 Abr 1942 | Friedrich Guggenberger | Fatouh el Kher               | 97        | Egito                   |         |
| 16 Abr 1942 | Friedrich Guggenberger | FFL Vikings (P-41)           | 1 150     | Marinha da França Livre |         |
| 19 Abr 1942 | Friedrich Guggenberger | Hefz el Rahman               | 90        | Egito                   |         |
| 22 Abr 1942 | Friedrich Guggenberger | Aziza                        | 100       | Egito                   |         |
| 22 Abr 1942 | Friedrich Guggenberger | El Saadiah                   | 122       | Egito                   |         |
| 10 Jun 1942 | Friedrich Guggenberger | SS Havre                     | 2 073     | Reino Unido             | AT-49   |
| 10 Nov 1942 | Friedrich Guggenberger | SS Garlinge                  | 2 012     | Reino Unido             |         |
| 13 Nov 1942 | Friedrich Guggenberger | MV Maron                     | 6 487     | Reino Unido             | Torch   |
| 10 Fev 1943 | Johann-Otto Krieg      | Saroena (danificado)         | 6 671     | Países Baixos           |         |
| 11 Fev 1943 | Johann-Otto Krieg      | Al Kasbanah                  | 110       | Egito                   |         |
| 11 Fev 1943 | Johann-Otto Krieg      | Dolphin                      | 135       | Palestina               |         |
| 11 Fev 1943 | Johann-Otto Krieg      | Husni                        | 107       | Líbano                  |         |
| 11 Fev 1943 | Johann-Otto Krieg      | Sabah el Kheir               | 36        | Egito                   |         |
| 20 Mar 1943 | Johann-Otto Krieg      | Bourghieh                    | 244       | Egito                   |         |
| 20 Mar 1943 | Johann-Otto Krieg      | Mawahab Allah                | 77        | Síria                   |         |
| 28 Mar 1943 | Johann-Otto Krieg      | SS Rousdi                    | 133       | Egito                   |         |
| 17 Jun 1943 | Johann-Otto Krieg      | SS Yoma                      | 8 131     | Reino Unido             | GTX-2   |
| 25 Jun 1943 | Johann-Otto Krieg      | Nisr                         | 80        | Egito                   |         |
| 26 Jun 1943 | Johann-Otto Krieg      | Nelly                        | 80        | Síria                   |         |
| 26 Jun 1943 | Johann-Otto Krieg      | Toufic Allah                 | 75        | Síria                   |         |
| 27 Jun 1943 | Johann-Otto Krieg      | Michalios                    | 3,742     | Grécia                  |         |
| 22 Jul 1943 | Johann-Otto Krieg      | SS Empire Moon (perda total) | 7 472     | Reino Unido             |         |
| 18 Nov 1943 | Johann-Otto Krieg      | SS Empire Dunstan            | 2 887     | Reino Unido             | AH-9    |
| Total       | Total                  | Total                        | 79 677 t  |                         |         |

SS (steam ship) - navio a vapor 

MV (motor vessel) - barco a motor 

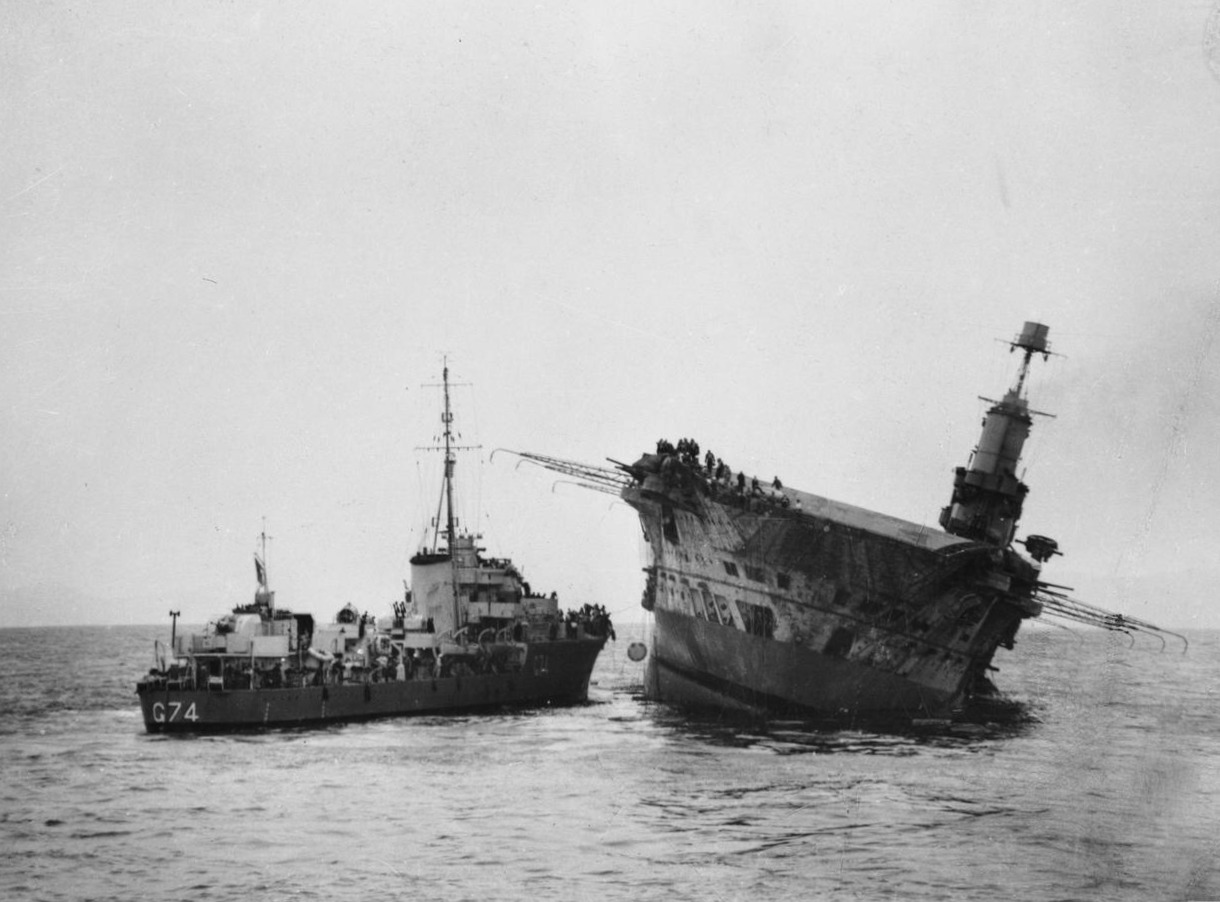
Porta-aviões HMS Ark Royal (91) adernado, em processo de emborcamento.

HMS (Her Majesty's Ship) - navio de sua majestade, prefixo dos navios pertencentes a Marinha Real Britânica 

FFL  (Forces françaises libres) - forças da França Livre

### Operações conjuntas de ataque
O U-81 participou com outros u-boots de ações de combate conjunta com o emprego da tática conhecida como Rudeltaktik. Estas operações receberam os seguintes codinomes:
- Markgraf (1 de setembro de 1941 - 14 de setembro de 1941)
- Arnauld (5 de novembro de 1941 - 18 de novembro de 1941)
- Wal (10 de novembro de 1942 - 15 de novembro de 1942)